# Šahrud
Šahrud (perz. شاهرود) je grad u Semnanskoj pokrajini na sjeveru Irana. Nalazi se 170 km istočno od pokrajinskog sjedišta Semnana, 60 km od Damgana, te 65 km jugoistočno od Gorgana. Zemljopisno je smješten podno padina istočnog Alborza i povijesno je igrao važnu prometnu ulogu u povezivanju Horasana s Rajom odnosno Teheranom, a sjeverno od njega pružali su se i planinski putovi za Golestan. Nekoliko kilometara sjeverno od Šahruda nalazi se gradić Bastam koji također ima dugu povijest i obiluje arhitektonskim znamenitostima. Područjem oko grada prevladava hladna stepska klima (BSk) s prosječnom godišnjom temperaturom od 14,7 °C, koja može varirati od minimalnih –14 °C u siječnju do maksimalna 42 °C u kolovozu. Prosječna godišnja količina padalina iznosi 167,7 mm, prosječna vlažnost zraka 47,9 %, a broj godišnjih sunčanih dana 2994,6. Šahrud je danas cestom 44 povezan s Mejamijem, Sabzevarom i Mašhadom na istoku odnosno Damganom, Semnanom i Teheranom na zapadu, cestom 83 s Azadšaherom i Gonbad-e Kabusom na sjeveru, te mjesnom cestom s Torudom na jugu. Istočno od grada nalazi se Zračna luka Šahrud koja se koristi za domaće letove. Prema popisu stanovništva iz 2006. godine u Šahrudu je živjelo 132.379 ljudi.

## Unutarnje poveznice
- Semnanska pokrajina

## Vanjske poveznice
- (perz.) Službene stranice grada Šahruda